# Seznam největších evropských stadionů podle kapacity

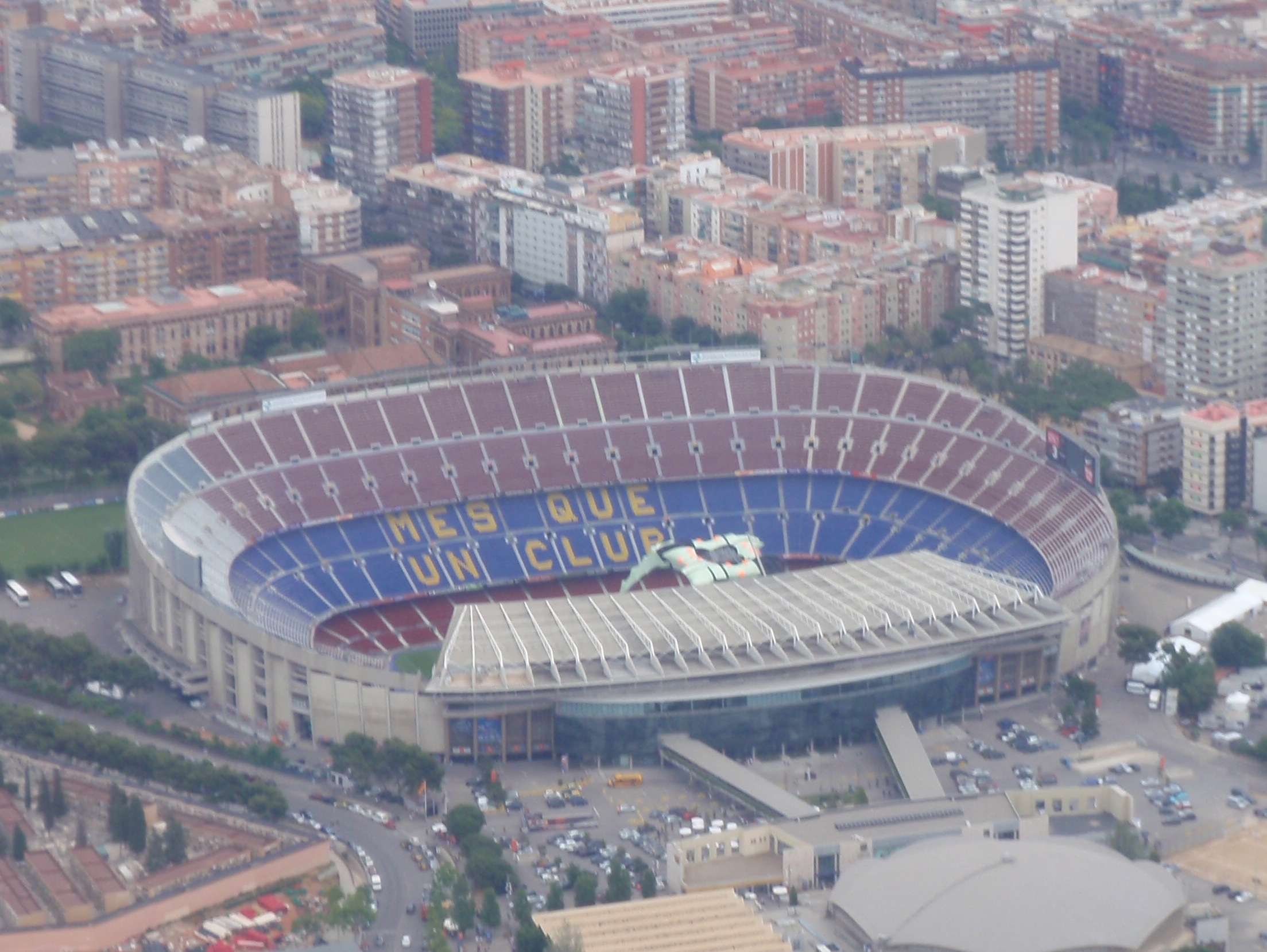
Camp Nou je podle kapacity největším stadionem v Evropě

Níže je uveden seznam evropských stadionů seřazených podle kapacity, tedy maximálního počtu lidí, kterého je stadion schopen pojmout. Uvedené hodnoty jsou celkové kapacity. Jsou zde zahrnuty místa k sezení a ke stání. Dočasná místa k sezení zde zahrnuty nejsou. Stadiony, jež se nepoužívají, nebo jsou zavřené, popřípadě zbourané, v seznamu zahrnuty nejsou.
Největší stadiony v Evropě jsou používány zejména na fotbal. Zbytek stadionů je využíván na rugby union, ligu ragby, kriket, atletiku, bandy a galské hry (galský fotbal, hurling a camogie).
V seznamu je přes 200 největších stadionů nacházejících se v Evropě. Dále jsou zde uvedeny stadiony ze zemí, jež se rozprostírají na více kontinentech a jejich část je v Evropě (Turecko). Rovněž se zde nalézají stadiony ze zemí, na které pohlíženo jako na evropské z kulturních a historických důvodů. (Arménie)
Velký strahovský stadion je využíván jako tréninkové centrum pro tým AC Sparta Praha a pro zápasy AC Sparta Praha „B“ v ČFL. Stadion je považován za největší evropský stadion, ale není zapsán z důvodu menšího využívání pro sportovní akce a není zařazen podle regulí UEFA.
Hvězdičkou (*) jsou označeny týmy, jež nehrají všechna svá domácí utkání na daném stadionu.

## Seznam
Platí k r. 2022
| Stadion                               | Kapacita               | Město                    | Země                | Mužstvo | Postaven |
| ------------------------------------- | ---------------------- | ------------------------ | ------------------- | --- | -------- |
| Velký strahovský stadion              | 250 000                | Praha                    | Česko               | Víceúčelový stadion, jako tréninkové zázemí ho využívá AC Sparta Praha. | 1926     |
| Camp Nou                              | 99 354                 | Barcelona                | Španělsko           | FC Barcelona | 1957     |
| Wembley                               | 90 000                 | Londýn                   | Anglie              | FA | 2007     |
| Croke Park                            | 82 300                 | Dublin                   | Irsko               | Gaelic Athletic Association | 1913     |
| Twickenham Stadium                    | 82 000                 | Londýn                   | Anglie              | RFU | 1909     |
| Signal Iduna Park                     | 81 359                 | Dortmund                 | Německo             | Borussia Dortmund | 1974     |
| Stade de France                       | 81 338                 | Saint-Denis              | Francie             | francouzská fotbalová reprezentace, francouzská ragbyová reprezentace, Stade Français*, Racing Métro 92*, dějiště pro finále francouzského fotbalového poháru, Coupe de la Ligue, Top 14 play-off | 1998     |
| Estadio Santiago Bernabéu             | 81 044                 | Madrid                   | Španělsko           | Real Madrid | 1947     |
| San Siro                              | 80 018                 | Milán                    | Itálie              | AC Milan, FC Internazionale Milano | 1926     |
| Olympijský stadion v Londýně          | 80 000 (50 000 trvale) | Londýn                   | Anglie              | dějiště Letních olympijských her 2012 a Letních paralympijských her 2012 | 2012     |
| Lužniki                               | 78 360                 | Moskva                   | Rusko               | CSKA Moskva, FC Spartak Moskva, ruská fotbalová reprezentace* | 1956     |
| Atatürkův olympijský stadion          | 76 092                 | Istanbul                 | Turecko             | İstanbul Büyükşehir Belediyespor, turecká fotbalová reprezentace* | 2001     |
| Old Trafford                          | 75 765                 | Manchester               | Anglie              | Manchester United FC a dějiště Super League Grand Final | 1910     |
| Millennium Stadium                    | 74 500                 | Cardiff                  | Wales               | velšská ragbyová reprezentace, velšská fotbalová reprezentace* | 1999     |
| Olympiastadion Berlín                 | 74 228                 | Berlín                   | Německo             | Hertha BSC Berlin | 1936     |
| Stadio Olimpico                       | 72 698                 | Řím                      | Itálie              | AS Roma, SS Lazio, dočasný domov italské ragbyové reprezentace* | 1930     |
| Allianz Arena                         | 71 137                 | Mnichov                  | Německo             | FC Bayern München | 2005     |
| Národní sportovní komplex Olimpijskyj | 70 050                 | Kyjev                    | Ukrajina            | ukrajinská fotbalová reprezentace, FK Dynamo Kyjev a dějiště Mistrovství Evropy ve fotbale 2012                                                                                                   | 1923     |
| Athénský olympijský stadion           | 69 618                 | Athény                   | Řecko               | AEK Athény, Panathinaikos FC | 1982     |
| Gazprom Arena                         | 68 000                 | Petrohrad                | Rusko               | Více účelový stadion (FC Zenit Petrohrad) | 2016     |
| Wanda Metropolitano                   | 67 829                 | Madrid                   | Španělsko           | Atletico Madrid | 1994     |
| Puskás Aréna                          | 67 215                 | Budapest                 | Maďarsko            | maďarská fotbalová reprezentace | 2019     |
| Murrayfield stadium                   | 67 144                 | Edinburgh                | Skotsko             | skotská ragbyová reprezentace | 1925     |
| Estádio da Luz                        | 65 647                 | Lisabon                  | Portugalsko         | Sport Lisboa e Benfica, dějiště Mistrovství Evropy ve fotbale 2004 a finále Ligy mistrů UEFA 2012/13                                                                                              | 2003     |
| Tottenham Hotspur Stadium             | 62 062                 | Londýn                   | Anglie              | Tottenham Hotspur FC, zápasy NFL ve Velké Británii | 2019     |
| Veltins-Arena                         | 61 673                 | Gelsenkirchen            | Německo             | FC Schalke 04 | 2001     |
| MHPArena                              | 60 441                 | Stuttgart                | Německo             | VfB Stuttgart | 1933     |
| Celtic Park                           | 60 355                 | Glasgow                  | Skotsko             | Celtic FC | 1892     |
| Emirates Stadium                      | 60 338                 | Londýn                   | Anglie              | Arsenal FC a dějiště zápasů brazilské fotbalové reprezentace v Evropě | 2006     |
| Stadio San Paolo                      | 60 240                 | Neapol                   | Itálie              | SSC Napoli | 1959     |
| Stade Vélodrome                       | 60 031                 | Marseille                | Francie             | Olympique de Marseille, francouzská ragbyová reprezentace*, RC Toulonnais* | 1937     |
| Stadio San Nicola                     | 58 270                 | Bari                     | Itálie              | AS Bari | 1990     |
| Stadion Narodowy                      | 58 145                 | Varšava                  | Polsko              | polská fotbalová reprezentace a dějiště Mistrovství Evropy ve fotbale 2012 | 2011     |
| Estadio de La Cartuja                 | 57 619                 | Sevilla                  | Španělsko           | atletika, španělská fotbalová reprezentace* | 1999     |
| Imtech Arena                          | 57 000                 | Hamburk                  | Německo             | Hamburger SV | 1953     |
| Dinamo Arena                          | 56 000                 | Tbilisi                  | Gruzie              | FC Dinamo Tbilisi, gruzínská fotbalová reprezentace | 1976     |
| Estadi Olímpic Lluís Companys         | 55 926                 | Barcelona                | Španělsko           | atletika, katalánská fotbalová reprezentace | 1927     |
| Arena Naţională                       | 55 611                 | Bukurešť                 | Rumunsko            | rumunská fotbalová reprezentace | 2011     |
| Stadion Crvena Zvezda                 | 55 538                 | Bělehrad                 | Srbsko              | FK Crvena zvezda | 1963     |
| Estadio Mestalla                      | 55 000                 | Valencie                 | Španělsko           | Valencia CF | 1923     |
| Esprit Arena                          | 54 600                 | Düsseldorf               | Německo             | Fortuna Düsseldorf | 2004     |
| Estadio Vicente Calderón              | 54 581                 | Madrid                   | Španělsko           | Atlético Madrid | 1966     |
| Borussia Park                         | 54 067                 | Mönchengladbach          | Německo             | Borussia Mönchengladbach | 2004     |
| Stadion Hrazdan                       | 53 849                 | Jerevan                  | Arménie             | arménská fotbalová reprezentace | 1971     |
| Semple Stadium                        | 53 500                 | Thurles                  | Irsko               | Tipperary GAA | 1910     |
| Amsterdam ArenA                       | 53 052                 | Amsterdam                | Nizozemsko          | AFC Ajax | 1996     |
| Türk Telekom Arena                    | 52 652                 | Istanbul                 | Turecko             | Galatasaray SK | 2011     |
| Sport Direct Arena                    | 52 404                 | Newcastle upon Tyne      | Anglie              | Newcastle United FC | 1886     |
| Commerzbank-Arena                     | 52 300                 | Frankfurt nad Mohanem    | Německo             | Eintracht Frankfurt | 1925     |
| Donbas Arena                          | 52 187                 | Doněck                   | Ukrajina            | FK Šachtar Doněck, dějiště Mistrovství Evropy ve fotbale 2012 | 2009     |
| Estádio do Dragão                     | 52 399                 | Porto                    | Portugalsko         | FC Porto | 2003     |
| Hampden Park                          | 52 025                 | Glasgow                  | Skotsko             | skotská fotbalová reprezentace, Queen’s Park FC | 1903     |
| Aviva Stadium                         | 51 700                 | Dublin                   | Irsko               | irská ragbyová reprezentace, irská fotbalová reprezentace | 2010     |
| Feijenoord Stadion                    | 51 577                 | Rotterdam                | Nizozemsko          | Feyenoord, dějiště finále nizozemského fotbalového poháru | 1937     |
| Estadio Benito Villamarín             | 51 545                 | Sevilla                  | Španělsko           | Betis Sevilla | 1929     |
| Stadion İzmira Atatürka               | 51 295                 | İzmir                    | Turecko             | Göztepe SK, Altay SK, turecká fotbalová reprezentace* | 1971     |
| Ibrox Stadium                         | 51 082                 | Glasgow                  | Skotsko             | Rangers FC | 1899     |
| Fenerbahçe Şükrü Saracoğlu Stadyumu   | 50 509                 | Istanbul                 | Turecko             | Fenerbahçe SK | 2006     |
| Estádio José Alvalade                 | 50 466                 | Lisabon                  | Portugalsko         | Sporting CP | 2003     |
| Köln Arena                            | 50 374                 | Kolín nad Rýnem          | Německo             | 1. FC Köln | 2004     |
| Grand Stade Lille Métropole           | 50 186                 | Lille                    | Francie             | Lille OSC | 2012     |
| Stadion krále Baudouina               | 50 024                 | Brusel                   | Belgie              | belgická fotbalová reprezentace | 1930     |
| Ernst-Happel-Stadion                  | 50 000                 | Vídeň                    | Rakousko            | rakouská fotbalová reprezentace, SK Rapid Wien*, FK Austria Wien* | 1931     |
| Friends Arena                         | 50 000                 | Stockholm                | Švédsko             | AIK Stockholm, švédská fotbalová reprezentace | 2012     |
| Gaelic Grounds                        | 50 000                 | Limerick                 | Irsko               | Limerick GAA | 1928     |
| Fritz-Walter-Stadion                  | 49 780                 | Kaiserslautern           | Německo             | 1. FC Kaiserslautern | 1920     |
| AWD-Arena                             | 49 000                 | Hannover                 | Německo             | Hannover 96 | 1954     |
| Stadium of Light                      | 49 000                 | Sunderland               | Anglie              | Sunderland AFC | 1997     |
| Grundig Stadion                       | 48 548                 | Norimberk                | Německo             | 1. FC Norimberk | 1928     |
| Národní fotbalový stadion (Izrael)    | 48 000                 | Ramat Gan                | Izrael              | izraelská fotbalová reprezentace, Makabejské hry | 1951     |
| Etihad Stadium                        | 47 726                 | Manchester               | Anglie              | Manchester City FC | 2002     |
| Stadio Artemio Franchi                | 47 282                 | Florencie                | Itálie              | ACF Fiorentina | 1931     |
| Parc des Princes                      | 46 480                 | Paříž                    | Francie             | Paris Saint-Germain FC | 1897     |
| Estadio Ramón Sánchez Pizjuán         | 45 500                 | Sevilla                  | Španělsko           | Sevilla FC | 1957     |
| Anfield Road                          | 45 362                 | Liverpool                | Anglie              | Liverpool FC | 1884     |
| Panathénský stadion                   | 45 000                 | Athény                   | Řecko               | dějiště Letních olympijských her 1896 | 1896     |
| Zentralstadion                        | 44 345                 | Lipsko                   | Německo             | RB Leipzig | 1954     |
| PGE Arena                             | 43 615                 | Gdaňsk                   | Polsko              | Lechia Gdańsk, dějiště Mistrovství Evropy ve fotbale 2012 | 2011     |
| Páirc Uí Chaoimh                      | 43 550                 | Cork                     | Irsko               | Cork GAA | 1976     |
| Národní stadion Vasil Levski          | 43 230                 | Sofie                    | Bulharsko           | bulharská fotbalová reprezentace | 1953     |
| Fitzgerald Stadium                    | 43 180                 | Killarney                | Irsko               | Kerry GAA | 1936     |
| Stade Gerland                         | 43 051                 | Lyon                     | Francie             | Olympique Lyonnais | 1926     |
| INEA Stadion                          | 43 269                 | Poznaň                   | Polsko              | KKS Lech Poznań, dějiště Mistrovství Evropy ve fotbale 2012 | 2010     |
| Ullevi                                | 43 000                 | Göteborg                 | Švédsko             | göteborské derby | 1958     |
| Villa Park                            | 42 788                 | Birmingham               | Anglie              | Aston Villa FC | 1897     |
| Městský stadion ve Vratislavi         | 42 771                 | Vratislav                | Polsko              | Śląsk Wrocław, dějiště Mistrovství Evropy ve fotbale 2012 | 2011     |
| Weserstadion                          | 42 500                 | Brémy                    | Německo             | SV Werder Bremen | 1923     |
| McHale Park                           | 42 000                 | Castlebar                | Irsko               | Mayo GAA | 1931     |
| Stamford Bridge                       | 41 873                 | Londýn                   | Anglie              | Chelsea FC | 1877     |
| Stade Félix-Bollaert                  | 41 233                 | Lens                     | Francie             | RC Lens | 1932     |
| Stadion Dynama Minsk                  | 41 040                 | Minsk                    | Bělorusko           | FC Minsk, běloruská fotbalová reprezentace | 1934     |
| Juventus Stadium                      | 41 000                 | Turín                    | Itálie              | Juventus FC | 2011     |
| Olympijský stadion v Helsinkách       | 40 600                 | Helsinki                 | Finsko              | finská fotbalová reprezentace | 1938     |
| Estadi Cornellà-El Prat               | 40 500                 | Cornellà de Llobregat    | Španělsko           | RCD Espanyol | 2009     |
| Goodison Park                         | 40 569                 | Liverpool                | Anglie              | Everton FC | 1892     |
| Stadio San Filippo                    | 40 200                 | Messina                  | Itálie              | FC Messina Peloro | 2004     |
| Hillsborough Stadium                  | 39 814                 | Sheffield                | Anglie              | Sheffield Wednesday FC | 1899     |
| Estadio San Mamés                     | 39 750                 | Bilbao                   | Španělsko           | Athletic Bilbao, baskická fotbalová reprezentace | 1913     |
| Elland Road                           | 39 460                 | Leeds                    | Anglie              | Leeds United AFC | 1897     |
| Stadio Renato Dall'Ara                | 39 444                 | Bologna                  | Itálie              | Bologna FC 1909 | 1927     |
| Stadio Marc'Antonio Bentegodi         | 39 211                 | Verona                   | Itálie              | AC ChievoVerona, Hellas Verona | 1963     |
| Estadio Manuel Martínez Valero        | 38 750                 | Elche                    | Španělsko           | Elche CF | 1976     |
| Stadion Metalist                      | 38 633                 | Charkov                  | Ukrajina            | FK Metalist Charkov, dějiště Mistrovství Evropy ve fotbale 2012 | 1926     |
| St. Jakob-Park                        | 38 512                 | Basilej                  | Švýcarsko           | FC Basel 1893 | 2001     |
| Stade de la Beaujoire                 | 38 285                 | Nantes                   | Francie             | FC Nantes | 1984     |
| Parken                                | 38,076                 | Kodaň                    | Dánsko              | FC København, dánská fotbalová reprezentace | 1992     |
| Stadio Renzo Barbera                  | 37 619                 | Palermo                  | Itálie              | US Città di Palermo | 1932     |
| Estádio Nacional                      | 37 593                 | Oeiras                   | Portugalsko         | dějiště finále portugalského fotbalového poháru | 1944     |
| Stadio Arechi                         | 37 245                 | Salerno                  | Itálie              | US Salernitana 1919 | 1991     |
| Maksimir                              | 37 168                 | Záhřeb                   | Chorvatsko          | GNK Dinamo Zagreb, chorvatská fotbalová reprezentace* | 1912     |
| Stadion Kazhimukana Munaitpasova      | 37 000                 | Šymkent                  | Kazachstán          | FC Ordabasy | 1969     |
| Stadion Cebeci İnönü                  | 37 000                 | Ankara                   | Turecko             | Univerzita Hacettepe, Ankara Demirspor | 1967     |
| Råsunda Fotbollsstadion               | 36 608                 | Solna                    | Švédsko             | AIK Stockholm, švédská fotbalová reprezentace* | 1937     |
| VTB Arena                             | 36 540                 | Moskva                   | Rusko               | FK Dynamo Moskva, CSKA Moskva | 1928     |
| Stadio Luigi Ferraris                 | 36 536                 | Janov                    | Itálie              | Genoa CFC, UC Sampdoria | 1911     |
| Philip II Arena                       | 36 400                 | Skopje                   | Severní Makedonie   | FK Vardar, FK Rabotnički, makedonská fotbalová reprezentace* | 1947     |
| Stadio Via del Mare                   | 36 285                 | Lecce                    | Itálie              | US Lecce | 1966     |
| White Hart Lane                       | 36 257                 | Londýn                   | Anglie              | Tottenham Hotspur FC | 1899     |
| St Tiernach’s Park                    | 36 000                 | Clones                   | Irsko               | Monaghan GAA | 1944     |
| Stadion Koševo                        | 35 630                 | Sarajevo                 | Bosna a Hercegovina | FK Sarajevo, fotbalová reprezentace Bosny a Hercegoviny | 1947     |
| Stade Geoffroy-Guichard               | 35 616                 | Saint-Étienne            | Francie             | AS Saint-Étienne | 1931     |
| Estadio La Rosaleda                   | 35 530                 | Málaga                   | Španělsko           | Málaga CF | 1941     |
| Stadium Municipal                     | 35 472                 | Toulouse                 | Francie             | Toulouse FC, Stade Toulousain* | 1937     |
| Ludwigsparkstadion                    | 35 303                 | Saarbrücken              | Německo             | 1. FC Saarbrücken | 1953     |
| Riverside Stadium                     | 35 100                 | Middlesbrough            | Anglie              | Middlesbrough FC | 1995     |
| Boleyn Ground                         | 35 016                 | Londýn                   | Anglie              | West Ham United FC | 1904     |
| Stadion Poljud                        | 35 000                 | Split                    | Chorvatsko          | HNK Hajduk Split | 1979     |
| Olympijský stadion ve Vratislavi      | 35 000                 | Vratislav                | Polsko              | WTS Wrocław | 1928     |
| Philips Stadion                       | 35 000                 | Eindhoven                | Nizozemsko          | PSV Eindhoven | 1913     |
| Arena Lviv                            | 34 915                 | Lvov                     | Ukrajina            | FK Karpaty Lvov, dějiště Mistrovství Evropy ve fotbale 2012 | 2011     |
| Europa-Park Stadion                   | 34 700                 | Freiburg im Breisgau     | Německo             | SC Freiburg | 2021     |
| Estadio Municipal de Riazor           | 34 600                 | A Coruña                 | Španělsko           | Deportivo de La Coruña | 1940     |
| Estadio de La Romareda                | 34 596                 | Zaragoza                 | Španělsko           | Real Zaragoza | 1957     |
| Grotenburg Stadion                    | 34 500                 | Krefeld                  | Německo             | KFC Uerdingen 05 | 1927     |
| Stade Chaban-Delmas                   | 34 263                 | Bordeaux                 | Francie             | FC Girondins de Bordeaux | 1938     |
| Stadion Chornomorets                  | 34 164                 | Oděsa                    | Ukrajina            | FC Čornomorec Oděsa | 2011     |
| Coface Arena                          | 34 034                 | Mohuč                    | Německo             | 1. FSV Mainz 05 | 2011     |
| Pride Park Stadium                    | 33 597                 | Derby                    | Anglie              | Derby County FC | 1997     |
| Stadion Karaiskákis                   | 33 334                 | Athény                   | Řecko               | Olympiakos Pireus FC, řecká fotbalová reprezentace | 2004     |
| Městský stadion v Krakově             | 33 268                 | Krakov                   | Polsko              | Wisła Kraków | 1953     |
| Metallurg Stadium                     | 33 220                 | Samara                   | Rusko               | Křídla Sovětů Samara | 1957     |
| Estadio Nueva Condomina               | 33 045                 | Murcia                   | Španělsko           | Real Murcia | 2006     |
| Stadion Khimik                        | 33 000                 | Kemerovo                 | Rusko               | HC Kuzbass | 1947     |
| Tivoli                                | 32 960                 | Cáchy                    | Německo             | Alemannia Aachen | 2009     |
| Stade de la Mosson                    | 32,900                 | Montpellier              | Francie             | Montpellier HSC | 1972     |
| Kadir Has Stadium                     | 32 864                 | Kayseri                  | Turecko             | Kayserispor, Kayseri Erciyesspor | 2009     |
| Stadion Partizana                     | 32 710                 | Bělehrad                 | Srbsko              | FK Partizan | 1949     |
| Bramall Lane                          | 32 702                 | Sheffield                | Anglie              | Sheffield United FC, Sheffield Eagles* | 1855     |
| St Mary’s Stadium                     | 32 689                 | Southampton              | Anglie              | Southampton FC | 2001     |
| Ricoh Arena                           | 32 609                 | Coventry                 | Anglie              | Coventry City FC | 2005     |
| Estadio Municipal de Balaídos         | 32 500                 | Vigo                     | Španělsko           | Celta de Vigo | 1928     |
| King Power Stadium                    | 32 500                 | Leicester                | Anglie              | Leicester City FC | 2002     |
| Republikánský stadion Spartak         | 32 464                 | Vladikavkaz              | Rusko               | PFK Alania Vladikavkaz | 1962     |
| Stadio Nereo Rocco                    | 32 454                 | Terst                    | Itálie              | US Triestina Calcio | 1992     |
| Rosenaustadion                        | 32 354                 | Augsburg                 | Německo             | atletika | 1951     |
| Stadio Euganeo                        | 32 336                 | Padova                   | Itálie              | Padova Calcio | 1994     |
| Estadio Anoeta                        | 32 200                 | San Sebastián            | Španělsko           | Real Sociedad, Biarritz Olympique*, Aviron Bayonnais* | 1993     |
| Centrální stadion ve Volgogradu       | 32 120                 | Volgograd                | Rusko               | FC Rotor Volgograd | 1964     |
| BJK İnönü Stadı                       | 32 086                 | Istanbul                 | Turecko             | Beşiktaş JK, turecká fotbalová reprezentace* | 1947     |
| Stadion Glücksgas                     | 32 066                 | Drážďany                 | Německo             | Dynamo Dresden | 1923     |
| Hristo Botev Stadium                  | 32 000                 | Vraca                    | Bulharsko           | POFC Botev Vratsa | 1948     |
| Stadionul Dan Păltinișanu             | 32 017                 | Temešvár                 | Rumunsko            | FC Temešvár | 1964     |
| Hypo-Arena                            | 32 000                 | Klagenfurt am Wörthersee | Rakousko            | SK Austria Kärnten | 2007     |
| Casement Park                         | 32 000                 | Belfast                  | Irsko               | Antrim GAA | 1953     |
| Breffni Park                          | 32 000                 | Cavan                    | Irsko               | Cavan GAA | 1923     |
| Slavia Stadium                        | 32 000                 | Sofie                    | Bulharsko           | PFK Slavia Sofia | 1932     |
| Stadio Flaminio                       | 32 000                 | Řím                      | Itálie              | italská ragbyová reprezentace | 1959     |
| Stade de Suisse                       | 32 000                 | Bern                     | Švýcarsko           | BSC Young Boys | 2005     |
| Lord's Cricket Ground                 | 32 000                 | Londýn                   | Anglie              | Marylebone Cricket Club, Middlesex County Cricket Club, anglická kriketová reprezentace* | 1814     |
| Tsentralnyi Profsoyuz Stadion         | 31 743                 | Voroněž                  | Rusko               | FC Fakel Voroněž, FC FSA Voroněž | 2003     |
| Shakhtar Stadium                      | 31 718                 | Doněck                   | Ukrajina            | rezervní tým Šachtaru Doněck*, FK Metalurh Doněck* | 1936     |
| Kuban Stadium                         | 31 654                 | Krasnodar                | Rusko               | FK Kubáň Krasnodar | 1960     |
| Red Bull Arena                        | 31 600                 | Salcburk                 | Rakousko            | FC Red Bull Salzburg | 2003     |
| Schauinsland-Reisen-Arena             | 31 500                 | Duisburg                 | Německo             | MSV Duisburg | 2004     |
| Ewood Park                            | 31 367                 | Blackburn                | Anglie              | Blackburn Rovers FC | 1882     |
| Ruhrstadion                           | 31 328                 | Bochum                   | Německo             | VfL Bochum | 1921     |
| Estadio Gran Canaria                  | 31 250                 | Las Palmas               | Španělsko           | UD Las Palmas | 2003     |
| Stadion Tofiqa Bəhramova              | 31 200                 | Baku                     | Ázerbájdžán         | Neftçi Baku, FK Baku, ázerbájdžánská fotbalová reprezentace | 1951     |
| Stade de la Route de Lorient          | 31 127                 | Rennes                   | Francie             | Stade Rennais FC | 1912     |
| Stadion Wojska Polskiego              | 31 103                 | Varšava                  | Polsko              | Legia Warszawa | 1930     |
| Dnipro stadion                        | 31 003                 | Dnipro                   | Ukrajina            | FK Dněpr | 2008     |
| Estádio Municipal de Aveiro           | 30 970                 | Aveiro                   | Portugalsko         | SC Beira-Mar | 2003     |
| SGL arena                             | 30 660                 | Augsburg                 | Německo             | FC Augsburg | 2009     |
| Stadio Friuli                         | 30 642                 | Udine                    | Itálie              | Udinese Calcio | 1976     |
| City Ground                           | 30 576                 | Nottingham               | Anglie              | Nottingham Forest FC | 1898     |
| Estadio Carlos Tartiere               | 30 500                 | Oviedo                   | Španělsko           | Real Oviedo | 2000     |
| Portman Road                          | 30 311                 | Ipswich                  | Anglie              | Ipswich Town FC | 1884     |
| Estádio Algarve                       | 30 305                 | Faro                     | Portugalsko         | SC Farense, Louletano DC | 2004     |
| BayArena                              | 30 210                 | Leverkusen               | Německo             | Bayer 04 Leverkusen | 1932     |
| Estádio Cidade de Coimbra             | 30 210                 | Coimbra                  | Portugalsko         | Académica de Coimbra | 2003     |
| De Grolsch Veste                      | 30 205                 | Enschede                 | Nizozemsko          | FC Twente | 1998     |
| Cluj Arena                            | 30 201                 | Kluž                     | Rumunsko            | Universitatea Cluj Napoca | 2011     |
| Estádio Municipal de Braga            | 30 154                 | Braga                    | Portugalsko         | SC Braga | 2003     |
| Rhein-Neckar-Arena                    | 30 150                 | Sinsheim                 | Německo             | TSG 1899 Hoffenheim | 2009     |
| Estádio D. Afonso Henriques           | 30 146                 | Guimarães                | Portugalsko         | Vitória SC | 1999     |
| Centrální stadion v Kazani            | 30 133                 | Kazaň                    | Rusko               | FC Rubin Kazaň | 1960     |
| Volkswagen Arena                      | 30 122                 | Wolfsburg                | Německo             | VfL Wolfsburg | 2002     |
| Stade de Genève                       | 30 084                 | Ženeva                   | Švýcarsko           | Servette FC | 2003     |
| Stade Maurice Dufrasne                | 30 023                 | Lutych                   | Belgie              | Standard Liège | 1909     |
| St Andrew's                           | 30 009                 | Birmingham               | Anglie              | Birmingham City FC | 1906     |
| Astana Arena                          | 30 000                 | Nur-Sultan               | Kazachstán          | Astana FC | 2009     |
| Malmö Stadion                         | 30 000                 | Malmö                    | Švédsko             | atletika, IFK Malmö | 1958     |
| Molineux Stadium                      | 30 000                 | Wolverhampton            | Anglie              | Wolverhampton Wanderers FC | 1889     |
| Estadio José Rico Pérez               | 30 000                 | Alicante                 | Španělsko           | Hércules CF | 1974     |
| Letzigrund                            | 25 000                 | Curych                   | Švýcarsko           | FC Zürich, Grasshopper Club Zürich | 2007     |